# Uggiano la Chiesa
Pour les articles homonymes, voir Chiesa.
Uggiano la Chiesa est une commune de la province de Lecce, dans les Pouilles.

## Administration
| Période                                  | Période    | Identité                    | Étiquette       | Qualité |
| ---------------------------------------- | ---------- | --------------------------- | --------------- | ------- |
| 25/05/2007                               | 30/03/2010 | Luigi Licci                 |                 |         |
| 30/03/2010                               | En cours   | Giuseppe Salvatore Piconese | (liste civique) |         |
| Les données manquantes sont à compléter. |            |                             |                 |         |

### Hameaux
Casamassella.

### Communes limitrophes
Giurdignano, Minervino di Lecce, Otrante, Santa Cesarea Terme.